# Citroën Jumpy
Citroën Jumpy je užitkový automobil , který se vyrábí od roku 1995 v několika generacích. Od roku 2016 se vyrábí třetí verze. 

## Citroën Jumpy I.
Vyráběl se mezi lety 1995 až 2007. Modernizován byl v roce 2004. Technicky i vzhledově je shodný s automobily Fiat Scudo a Peugeot Expert v první generaci. K dispozici byla spousta variant modelu, například furgon (tzn. skříňová dodávka), prodloužený furgon nebo verze pro přepravu osob.

## Citroën Jumpy II.
Vyráběl se od 2007 do 2016. Technicky i vzhledově byl shodný s automobily Fiat Scudo a Peugeot Expert v druhé generaci. Od roku 2012 vznikal i vůz Toyota ProAce, který byl součástí této výrobní rodiny. 

## Citroën Jumpy III.
Třetí generace Jumpy vzniká od roku 2016 společně s technicky shodnými automobily Peugeot Expert a Toyota ProAce. Od roku 2019 vznikají i vozy Opel/Vauxhall Vivaro/Zafira Life na základě Jumpy, od roku 2021 i automobily Fiat Scudo/Ulysse. Verze pro osobní přepravu dostalo nové pojmenování Citroën SpaceTourer, zatímco nákladní varianta zůstává jako Jumpy.

## Galerie

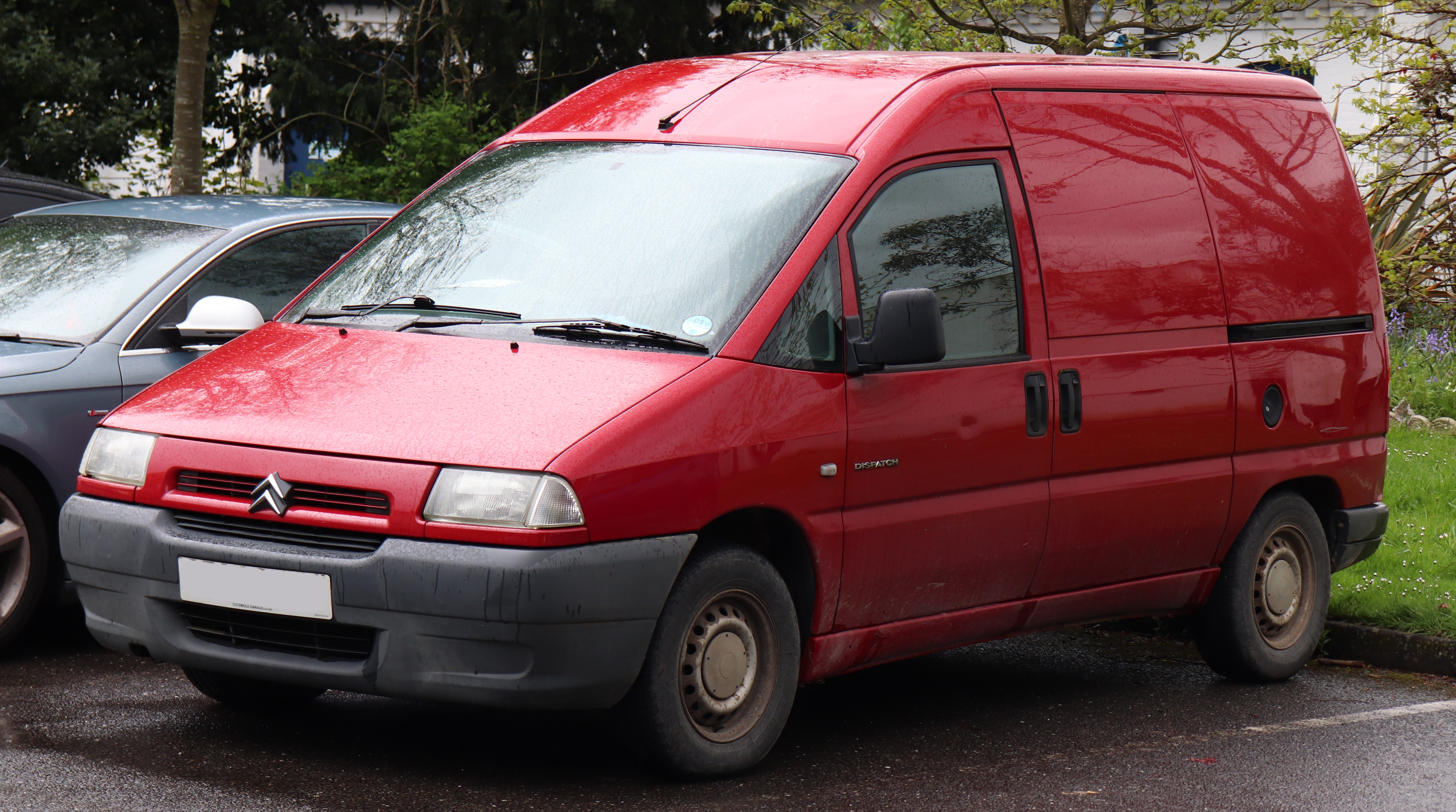
Jumpy I.
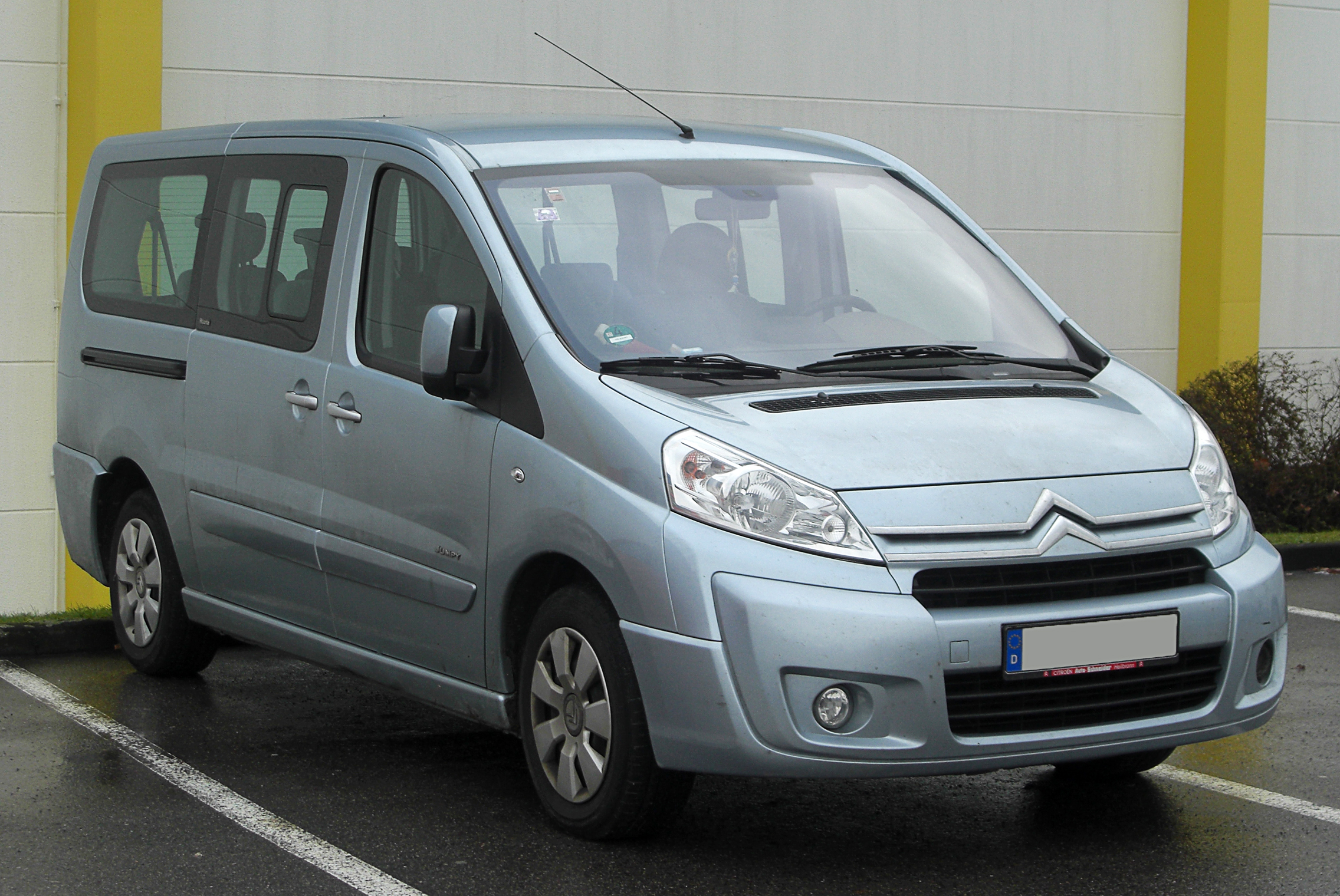
Jumpy II.
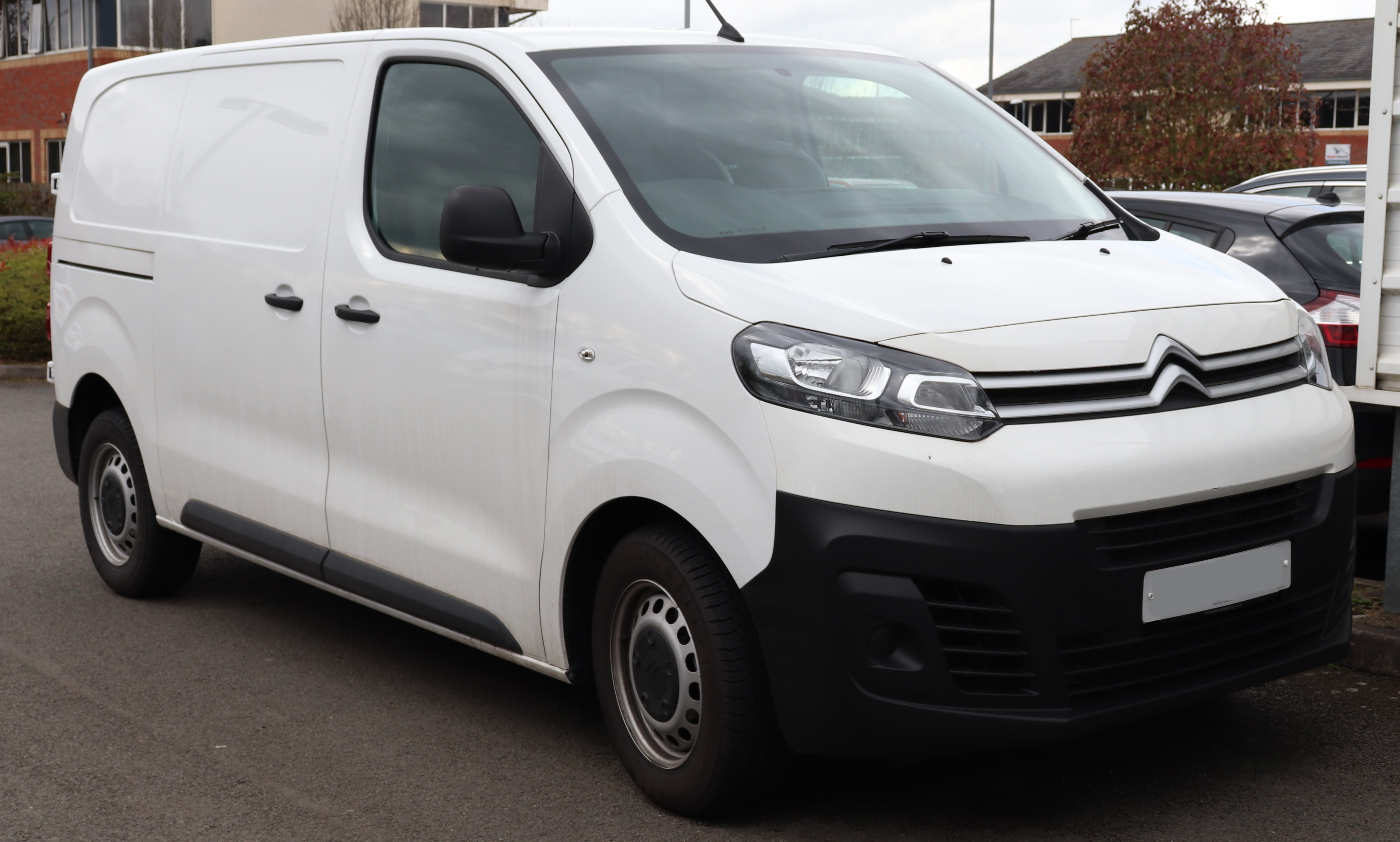
Jumpy III.